# Jerry Aerts (korfballer)
Jerry Aerts (19 augustus 1964) is een Belgisch voormalig korfballer.

## Levensloop
Aerts was actief bij Catba, met deze club was hij driemaal finalist (1990, 1993 en 1995) en eenmaal eindwinnaar van de Europa Cup (1992). Ook werd hij zesmaal verkozen tot korfballer van het jaar, met name in 1988, 1989, 1991, 1992, 1993 en 1994. Hij is hiermee de meest onderscheiden Belgische korfballer aller tijden.
Daarnaast maakte hij deel uit van de Belgische nationale ploeg. Aerts verzamelde 53 caps en won met de nationale ploeg onder meer zilver op het wereldkampioenschap van 1987 en de Wereldspelen van 1989 en 1993. Op het wereldkampioenschap van 1991 won hij goud met de nationale equipe.
Na zijn korfbalcarrière werd hij bij Ekeren BBC opnieuw actief in het basketbal, een sport die hij tijdens zijn jeugd ook had beoefend.
Zijn vader, Tony Aerts, was ook actief als korfballer op het hoogste Belgische niveau.

## Palmares
- Belgisch kampioen zaalkorfbal, 6x (1989, 1991, 1992, 1993, 1996, 1997)
- Belgisch kampioen veldkorfbal, 6x (1990, 1992, 1993, 1995, 1996, 1997)
- Europacup kampioen zaalkorfbal, 1x (1992)
- Beker van België kampioen veldkorfbal, 5x (1992, 1994, 1996, 1997, 1998)
- Beste Korfballer van het Jaar, 6x (1988, 1989, 1991, 1992, 1993, 1994)